# Terthreutis
Terthreutis es un género de polillas de la familia Tortricidae.

## Especies
- Terthreutis argentea (Butler, 1886)
- Terthreutis bipunctata Bai, 1993
- Terthreutis bulligera Meyrick, 1928
- Terthreutis chiangmaiana Razowski, 2008
- Terthreutis combesae Razowski, 2008
- Terthreutis duosticta Wileman & Stringer, 1929
- Terthreutis furcata Razowski, 2008
- Terthreutis jingae Buchsbaum & M.Y. Chen, 2013
- Terthreutis kevini Razowski, 2008
- Terthreutis orbicularis Bai, 1993
- Terthreutis series Bai, 1993
- Terthreutis sphaerocosma Meyrick, 1918
- Terthreutis xanthocycla (Meyrick in Caradja & Meyrick, 1938)